# De Spaarbank
De Spaarbank is een bouwwerk in Tilburg, gelegen op de vijfsprong Tuinstraat, Noordstraat, Korte Schijfstraat, Stationsstraat en Nieuwlandstraat. 
Het is in 1910 gebouwd als bankgebouw met bovenwoning naar een ontwerp van de Tilburgse architect C.F. van Hoof (1861–1952). Opdrachtgever was het bestuur van de Vereeniging Tilburgsche Spaarbank. Kenmerkend is de zeskantige hoektoren. Het rijksmonument is sinds 2009 in gebruik als stadscafé.